# معركة ملاحسنلي
وقعت معركة ملاحسنلي في 28 نوفمبر 1578 أثناء الحرب العثمانية الصفوية (1578-1590) في بلدة ملاحسنلي على ضفاف نهر آغسو في شيروان . تمكن الجيش الصفوي بقيادة ولي العهد حمزة ميرزا من هزيمة جيش حليف العثمانيين خان القرم بقيادة القائد عادل جيراي . عادل جيراي نفسه تم القبض عليه

## خلفية
بحلول منتصف خريف عام 1578، احتل الجيش العثماني تبليسي واستولى على شيروان . تم تعيين أوزدمير أوغلو عثمان باشا بيلربي على شيروان برتبة وزير ولقب سردار. كان منصب بكلر بيك شيروان خطيرًا نظرًا لحقيقة أن الجزء الأكبر من الجيش العثماني كان يذهب إلى أرضروم لقضاء الشتاء، وكانت مهمة الدفاع عن الفتوحات العثمانية في منطقة القوقاز تقع على عاتق بكلر بيك شيروان، الذي كانت قواته محدودة للغاية.    من أجل الحصول على موطئ قدم في شيروان، كان على عثمان باشا إما غزو أو هزيمة أراس خان روملو، الذي حكم هذه المنطقة سابقًا. تمكن أراس خان من مغادرة شاماخي قبل وصول الجيش العثماني وانتظر على الضفة الأخرى لنهر كورا . في بداية العمليات النشطة، لعب خان القرم دور سلاح الفرسان المناورة في الجيش العثماني.  وكان ذلك معروفاً أيضاً عند الصفويين، لذلك أُرسل جيش من 12 ألف فارس للقاء التتار، وعلى رأسه اسمياً ابن الشاه محمد خدابنده ، حمزة ميرزا  (قاصر حسب البجوي،  وطفل في الثامنة حسب رحيم زاده  ). خطط عثمان باشا للهجوم على أراس خان من جهتين في نفس الوقت، إلا أنه هاجم أولاً بشكل غير متوقع قبل وصول التتار وحاصر المدينة.   سارع أراس خان، لأنه كان يعلم باقتراب الجيش الرئيسي مع حمزة ميرزا ووالدته مهدي عليا . كان أمراء شيروان يخشون استياء الشاه بسبب ترك شيروان دون أي قتال.  

## غارة على معسكر أراس خان
كافأ عثمان باشا التتار ورتب لهم وليمة لمدة ثلاثة أيام، لكن المكافأة بدت غير كافية لعادل، أو أنه ببساطة لم يمانع السرقة.  قرر عادل جيراي وأريشا بيال بك المعين من قبل السنجق باي مهاجمة معسكر أراس خان.  وبعد أن علم من الناجين من المعركة والفارين من القيزلباش أن حشد التتار يتجه نحو المعسكر، أمر حمزة ميرزا الأمراء بالإسراع نحو المعسكر وحراسته وتنظيم دوريات على طول النهر. كان أمراء طالش يحرسون الجسر في جواد (بتأثير من أراس وكورا ) لمرور جنود قزلباش المنسحبين من شماخي . بينما كانوا يقومون بدورية على ضفاف النهر، تلقوا أنباء عن اقتراب عادل جيراي. قام الأمراء على الفور بإغلاق الجسر، لكن الفرسان التتار اندفعوا إلى الماء، وسبحوا عبر النهر ودخلوا في قتال. 
وفي هذا الوقت علم الأمراء الصفويون أن كتيبة أخرى عبرت الاسترداد في مكان آخر وهاجمت مؤخرتهم. وفي حالة من الفوضى، تراجعوا إلى المخيم، مما تسبب في حالة من الذعر. ولم يكن لدى المتواجدين في المخيم وقت للهروب عندما هاجمهم التتار. بعد أن استولى عادل جيراي على النساء والأطفال، ونهب الإمدادات، انسحب في نفس اليوم عبر النهر مع غنيمته وعاد إلى شيروان.  وقد أشار جميع المؤرخين إلى أن التتار هاجموا المعسكر فجأة واستولوا على عدد كبير من الغنائم.     "تم الاستيلاء على خزانة إيريش خان، و70 من بناته وزوجاته الجميلات، وحوالي 50 من محظياته الجميلات، وتم القبض على ابنه الصغير أيضًا".  وقد أدان معاصرو هذه الأحداث (إبراهيم رحيمي زاده، ومصطفى علي جليبولولو، ودال محمد آصفي) الهجوم والسرقة لأنهما وقعا في شهر رمضان .  وزعم بيتشوي أن التتار لم يقوموا بشن الغارة على المعسكر بمبادرة منهم؛ وذكر المؤرخ أن عثمان باشا أرسل التتار لتدمير معسكر أراس خان. 

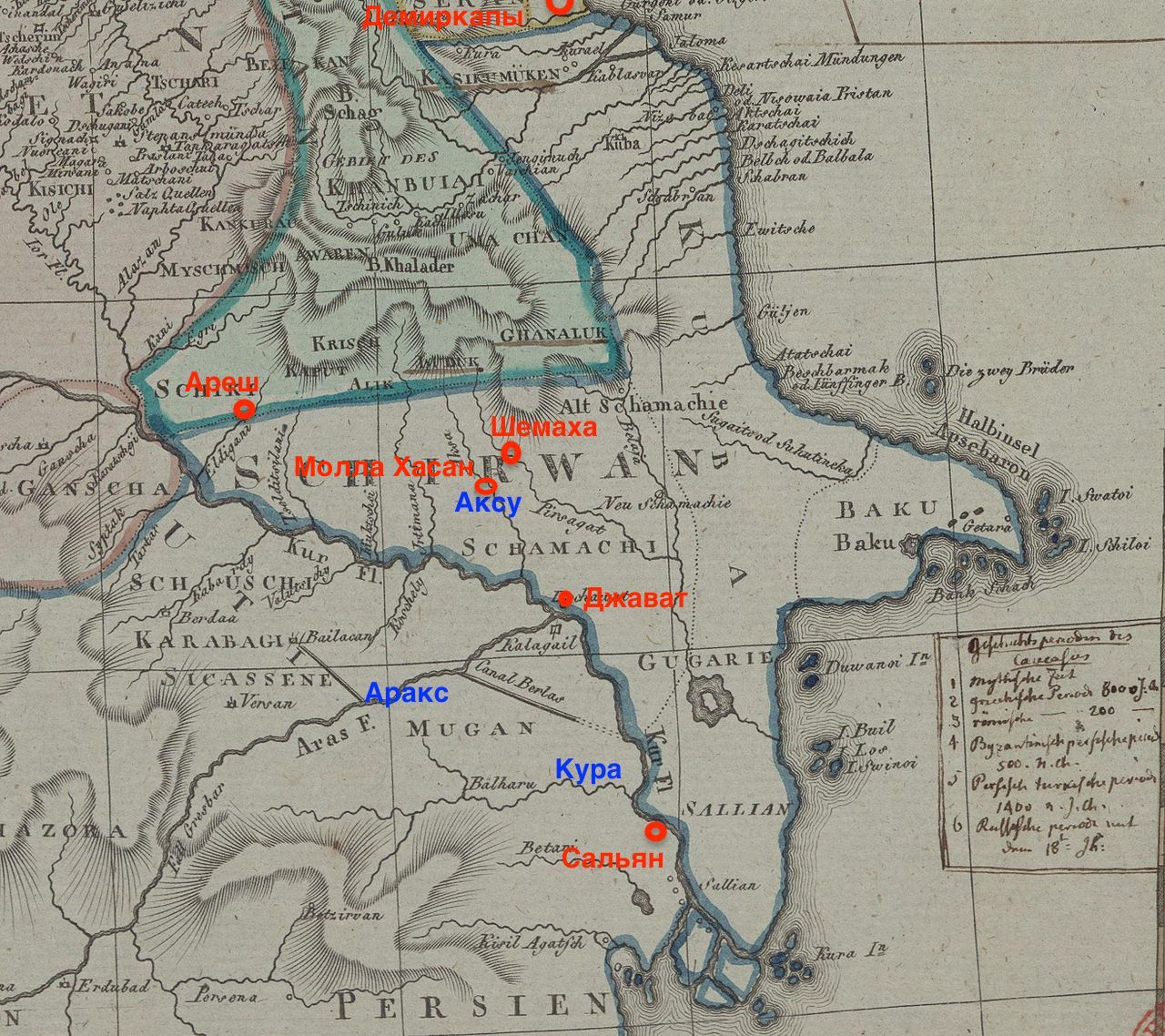
خريطة شيروان

## معركة
جمع الصفويون جيشًا بقيادة وريث العرش حمزة ميرزا، لكن في الحقيقة كان يقوده وزير الشاه محمد خدابنده ميرزا سلمان . وبحسب أوروج بيك، كان هذا هو نفس الجيش الذي استولى على أريش.  حسب المصادر العثمانية فإن حجم جيش العدو كان يتراوح بين 50 إلى 100 ألف شخص. عبر ميرزا سلمان كورا، وفي 26 نوفمبر 1578، اقترب من شماخي وحاصر المدينة لمدة ثلاثة أيام.   أرسل عثمان باشا رسالة إلى عادل جيراي يطلب منه التخلي عن الغنائم والقدوم إلى شماخي، لكن تم اعتراضها، وقرر ميرزا سلمان الذهاب للقاء التتار.   وبعد أن ترك جزءًا من القوات لمواصلة الحصار، قاد ميرزا سلمان جيشًا قوامه 20 ألفًا، برفقة أمراء من بينهم محمد خان تركمان، ومحمد خان أوستاجلو، حفيد دورميش خان شاملو ، وشرف الدين تكلو، وإمام قولو خان قاجار وآخرين، وذهبوا للقاء التتار.   انتقل عادل جيراي إلى شاماخي، وفي 28 نوفمبر 1578، بالقرب من نهر أغسو، في مولاحسنلي، واجه ميرزا سلمان في معركة.
وفقًا لأوروج بيك وشرف خان، هاجم ميرزا سلمان عادل جيراي الذي كان متهورًا في اختيار مكان المعسكر ولم ينشر حراسًا.  في المجموع، كان لدى عادل جيراي 12 ألف تتاري وأربعة إلى خمسة آلاف من الليزجين. تفرق جيش التتار، حيث كان كل منهم يسحب فريسته ويحرسها، ولم يبق في أديل جيراي سوى حوالي 2000 حارس.   لقد انغمس الأمير التتري في التسلية والترفيه بشكل غير مبالٍ لدرجة أنه، وفقًا لرحيمي زاده، "أعمته جمال أسراه"، وبالتالي لم يتمكن من تنظيم صد في المعركة التي بدأت.  
كان أول من هاجم التتار الوحدات المتقدمة من الجيش الصفوي بقيادة حمزة خان أوستاجلو . 
تختلف أوصاف المعركة. وبحسب إسكندر بك منشي وشرف خان، فقد قاوم التتار بشجاعة، واستمرت المعركة طوال اليوم،  بينما بحسب أوروج بك: تصرف الصفويون بسرعة، وعندما أفاق التتار من الهجوم، قُتل أكثر من نصفهم، وتم أسر عادل جيراي بالفعل.   وبحسب إبراهيم بيتشوي: "لم تعطهم الأمطار التي كانت تنهمر من السماء بلا انقطاع الفرصة للتحرك بأيديهم وأرجلهم، وحاصرتهم حشود العدو من جميع الجهات".  ويرى المؤرخون أن الغطرسة والإهمال هما السبب في هزيمة التتار. 
وفقًا لإبراهيم رحيمي زاده، فإن عادل جيراي نفسه "كان مثل أسد غاضب اندفع إلى المعركة".   قام المحارب الصفوي المدعو بابا خليفة دانكارالو بإلقاء زعيم التتار من على جواده بحربة وأراد قتله، لكن عادل جيراي أعطى اسمه وتم القبض عليه.   وبات التتار بلا قائد، ففرّوا وقتل العديد منهم. تمكن الليزجينيون والشيرفان ، الذين يعرفون المنطقة جيدًا، من الفرار. وعندما رأى المنتصرون الغنائم الغنية، توقفوا عن مطاردة التتار. انتهى الأمر تقريبًا بكل ما استولى عليه التتار في معسكر أراس خان في أيدي المنتصرين في مولاحسنلي.  تم القبض على حوالي 30 من التتار النبيل و 2000 جندي عادي. كما تم القبض على السنجق العثماني أريشا بياله بك.    

## العواقب
كانت القوات العثمانية في حالة يرثى لها. أخفى عثمان باشا خبر هزيمة التتار وأعلن انتصارهم. ولإضفاء المصداقية على القصة، أمر بإطلاق المدافع، لكن الحقيقة انكشفت وبدأ الجنود في الفرار بأعداد كبيرة. 
وذهب جيش القزلباش من شماخي إلى أريش. وبعد اغتيال القادة العثمانيين وحرق قلعة العريش، عاد الجيش الصفوي إلى قره باغ.  أصبحت معظم منطقة شيروان تحت سيطرة الصفويين. ومع ذلك، فقد فشلوا في تعزيز نجاحاتهم. 